# مست‌چاه
مست‌شاه جماعت و شهرکی در شمال غربی تاجیکستان است که در ناحیهٔ مست‌شاه ولایت سغد قرار دارد. جمعیت این جماعت ۱۶٬۴۰۱ نفر است.